# Friedl Holzer-Kjellberg
Elfriede ”Friedl” Amalie Adolfine Holzer-Kjellberg, född i Leoben, Österrike, 24 oktober 1905, död 11 september 1993 i Borgå, var en banbrytande finländsk keramiker som medverkat till att göra finsk konstindustri känd utomlands. 

## Biografi
Holzer-Kjellberg tog sin examen som keramiker i Graz och flyttade 1924 på uppmaning av sin syster till Finland. Hon började på Arabias fabrik, där hennes första arbete var en stor perforerad skål. Vid denna tid drejade man egentligen inte vid fabriken, Elsa Elenius och Thure Öberg arbetade huvudsakligen med porslinsmålning.
År 1939 och framåt började Friedl Holzer-Kjellberg på allvar att utveckla risporslinet sedan hon på konstindustrimuseet i Wien fått tid att teckna föremål. En vit kinesisk risskål från 1600-talet hade inspirerat henne. Hon var intresserad av glasyr och glasyrtekniker. Hon experimenterade mycket med de gamla recept och beskrivningar som fanns och till slut fick hon fram det tunna och genomskinliga resultat hon sökte. Efter detta arbetade hon enbart med porslin. Allt ifrån massa till finslipning och hål i massan gjordes för hand och som mest var uppemot 20 personer anställda till att göra detta. Hela avdelningen var dessutom fredad eftersom det hela var en ytterst känslig process där mycket kunde gå fel. Tillverkningen av risporslin lades ned 1974.
Karaktäristiskt för Fridl Holzer-Kjellberg var de kopparglasyrer i starka färger som hon började tillverka från 1940-talet. Röda oxblodsfärger och turkosa påfågelglasyrer var färger som hon själv blandat fram, ofta i samarbete med laboratoriechefen på Arabia vid deras laboratorium. Där fanns också en liten gasugn som väl lämpade sig för reducerad bränning vilket torde ha hjälpt till att få fram dessa färger vid bränningen, den viktigaste fasen.
Holzer-Kjellbergs arbeten hade en stor efterfrågan som hela tiden ökade, hon gjorde stora fat och skålar glaserade i både oxblodsrött och koboltblått. De finaste kopparröda skålarna blev ofta stadsgåvor.
Under de 46 år som hon var på Arabia jobbade hon oförtröttligt med att framställa sina egna arbeten samt att guida på en mängd olika språk i det museum som fanns på fabriken och som hade grundats av Kurt Ekholm. Denne flyttade oväntat till Göteborg år 1948, vilket gjorde Friedl Holzer-Kjellbetg till museichef. Hennes skapande period hade varit de första 25–30 åren och de sista 10–15 blev mest producerande. 
Friedl Holzer-Kjellberg gick i pension 1971.
Hon var medlem i Ornamo från 1936 och representerade Finlands konstindustri med utställningar både i hemlandet och utomlands. Hon fick många priser under sin livstid, bland annat Pro Finlandia 1962.